# Damuqiao Road
Damuqiao Road (大木桥路; Pinyin: Dàmùqiáo Lù) is een station van de metro van Shanghai in het district Xuhui. Het station wordt aangedaan door lijn 4 en lijn 12. 
Het ondergronds station ligt aan de kruising van de Lingling Road (零陵路) en Damuqiao Road. Het station is van op straatniveau bereikbaar via vier verschillende ingangen.
Damuqiao Road werd als station op lijn 4 geopend op 31 december 2005. De overstapmogelijkheid op lijn 12 volgde op 19 december 2015. zowel het perron van lijn 12 als het perron van lijn 4 zijn eilandperrons.
← Yishan Road · Shanghai Indoor Stadium · Shanghai Stadium · Dong'an Road · Damuqiao Road · Luban Road · South Xizang Road · Nanpu Bridge · Tangqiao · Lancun Road · Pudian Road · Century Avenue · Pudong Avenue · Yangshupu Road · Dalian Road · Linping Road · Hailun Road · Baoshan Road · Station Shanghai · Zhongtan Road · Zhenping Road · Caoyang Road · Jinshajiang Road · Zhongshan Park · West Yan'an Road · Hongqiao Road → 

Lijnen van de metro van Shanghai: 1 · 2 · 3 · 4 · 5 · 6 · 7 · 8 · 9 · 10 · 11 · 12 · 13 · 14 · 15 · 16 · 17 · 18 · Pujiang Line
Qixin Road · Hongxin Road · Gudai Road · Donglan Road · Hongmei Road · Hongcao Road · Guilin Park · Caobao Road · Longcao Road · Longhua · Middle Longhua Road · Damuqiao Road · Jiashan Road · South Shaanxi Road · West Nanjing Road · Hanzhong Road · Qufu Road · Tiantong Road · International Cruise Terminal · Tilanqiao · Dalian Road · Jiangpu Park · Ningguo Road · Longchang Road · Aiguo Road · Fuxing Island · Donglu Road · Jufeng Road · North Yanggao Road · Jinjing Road · Shenjiang Road · Jinhai Road

Lijnen van de metro van Shanghai: 1 · 2 · 3 · 4 · 5 · 6 · 7 · 8 · 9 · 10 · 11 · 12 · 13 · 14 · 15 · 16 · 17 · 18 · Pujiang Line